# Dorylaimus
Dorylaimus é um género de Dorylaimidae.
O género foi descrito em 1845 por Félix Dujardin.
Espécies:
- Dorylaimus acutines
- Dorylaimus stagnalis